# Анна Адамович (польська поетеса)
Анна Адамовіч (пол. Anna Adamowicz) — польська поетеса.

## Автобіографія
Висунута на головну нагороду XIX польського національного поетичного конкурсу імені Яцека Березіна 2013 за проект тому «Сумніваються» (пол. «Wątpia»). Учасник 5-го національного поетичного конкурсу «За гранітну стрілу» 2013 (пол. «O Granitową Strzałę»). За дебютний том «Сумніваються» (Видавництво «Квадратура», Лодзинський Дім Культури, Лодзь 2016) номінована на Літературну премію Гдиня 2017 у поетичній категорії. Публікувала свої твори, серед інших, в таких виданнях, як: «artPapier», «biBioteka», «Літературне бюро», «Поетичні зошити». Живе у Вроцлаві.

## Публікації
- «Сумніваються» (Видавництво «Квадратура», Лодзь 2016)
- «Анімалія» (Літературний офіс, Стронє Сльонзкє, 2019)